# Filip Marcin Strzembosz
Filip Marcin Strzembosz na Domanowicach herbu Jastrzębiec (zm. przed 25 lutego 1700 roku) – sędzia grodzki opoczyński w 1692 roku, miecznik sandomierski w 1681 roku, wojski opoczyński w latach 1668–1681, sędzia kapturowy radomski w 1674 roku, sędzia kapturowy województwa sandomierskiego w 1669 roku.
Był elektorem Michała Korybuta Wiśniowieckiego z [województwa sandomierskiego w 1669 roku. W 1674 roku był elektorem Jana III Sobieskiego z województwa sandomierskiego. W 1697 roku był elektorem Augusta II Mocnego z województwa sandomierskiego.